# Darbâr
Pour les articles homonymes, voir Durbar.

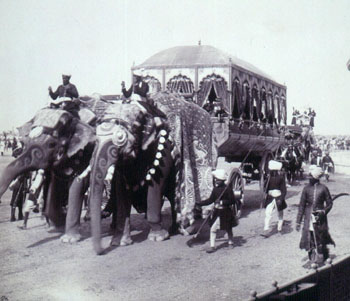
Le carrosse du Maharajah de Rewa au darbâr de Delhi en 1903.

Le darbâr (persan : دربار, parfois rendu par sa translittération anglaise, durbar) est une audience publique donnée par un souverain de l'Inde, un empereur moghol, un râja ou tardivement par le vice-roi des Indes.
Les Grands Moghols donnaient un darbâr chaque jour après sept heures du matin.
À l'époque de l'Empire des Indes, le nom a été donné à trois grandes cérémonies organisées à Delhi, et destinées à réaffirmer la loyauté des potentats locaux à la couronne britannique. Le premier fut organisé par le vice-roi Robert Lytton en 1877 pour marquer le transfert de l'Inde de la Compagnie anglaise des Indes orientales au gouvernement britannique. Le deuxième, en 1903, célébra le couronnement d'Édouard VII. Le plus important eut lieu en 1911, pour célébrer celui de George V et de la reine Marie, empereur et impératrice des Indes. Les souverains y participèrent en personne et George V y annonça le transfert de la capitale de Calcutta à Delhi, dans la ville construite pour l'accueillir, New Delhi.